# Andrzej Mysiński
Andrzej Mysiński (* 15. November 1948 in Mszczonów) ist ein polnischer Kontrabassist, Dirigent und Musikpädagoge.
Mysiński studierte bis 1972 Kontrabass an der Höheren Staatlichen Musikschule in Warschau bei Tadeusz Pelczar. Von 1971 bis 1980 war er Mitglied von Jerzy Maksymiuks Polnischem Kammerorchester, mit dem er vielfach im Rundfunk und Fernsehen auftrat und u. a. bei EMI Gioachino Rossinis Sonaten für Streichorchester aufnahm.
1985 wurde er künstlerischer Leiter der Warszawscy Soliści „Concerto Avenna“. Mit dem Orchester trat er Solist und als Dirigent bei Konzerten in den Vereinigten Staaten, Mexiko, Japan, Indien, den Vereinigten Arabischen Emiraten, der Türkei, England, Frankreich, Norwegen, Dänemark, Spanien, Österreich, Deutschland, der Schweiz, den Niederlanden, Slowenien, der Tschechischen Republik, Bulgarien und Rumänien auf, spielte Rundfunk- und Fernseh- sowie mehr als vierzig Schallplattenaufnahmen ein und nahm an internationalen Festivals wie dem Warschauer Herbst, dem Schleswig-Holstein Musikfestival und dem Prager Frühling teil.
Seit 1972 unterrichtet Mysiński Kontrabass an der Fryderyk-Chopin-Universität für Musik, zunächst als Assistent seines Lehrers Pelczar, seit 1998 als Professor. Zwischen 1994 und 1996 leitete er außerdem das Studio für alte Musik, von 2002 bis 2008 war er Vizedekan der Fakultät für Instrumentalmusik.